# Сятихоко
Сятихоко (яп. 鯱) — мифическое существо с телом рыбы, головой тигра, поднятым вверх хвостом и острым пилоподобным плавником на спине. Считается, что сятихоко может вызывать дождь. Его изображение часто используется в архитектуре Восточной Азии, в частности Японии, как противопожарный оберег.

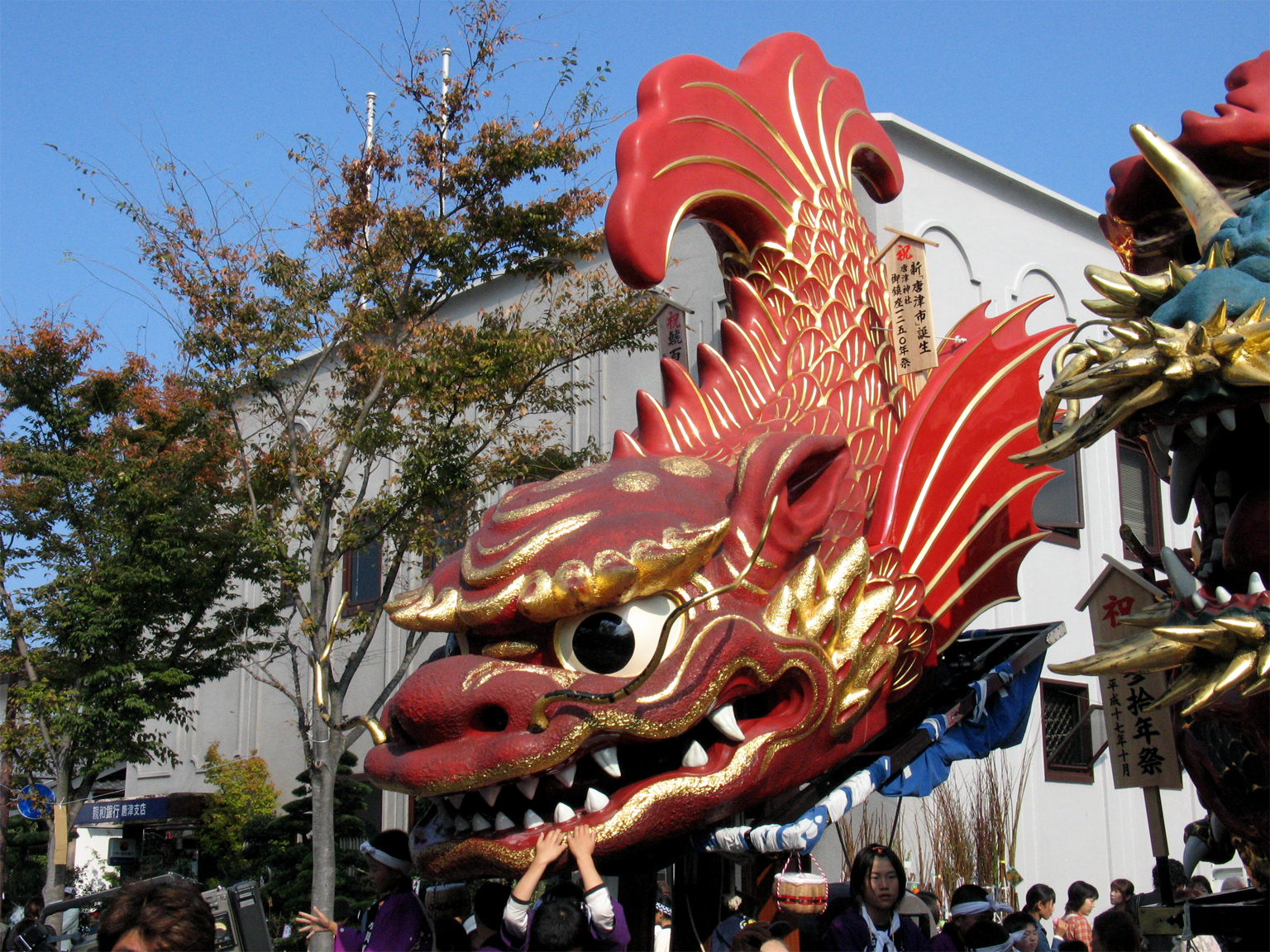
Сятихоко на фестивале в городе Карацу

Скульптуры сятихоко изготавливали из глины, дерева или камня. Их крепили с обоих боков главной балки крыши храмов и японских замков в качестве украшений-оберегов (см. сиби). Иногда эти скульптуры покрывали золотом, демонстрируя статус владельца дома.
Мотив сятихоко восходит к аналогичному элементу китайской архитектуры, называющемуся чивэнь.
Сятихоко, выполненные из золота, называют кинсяти, дословно — «золотой сяти[хоко]».

## Галерея

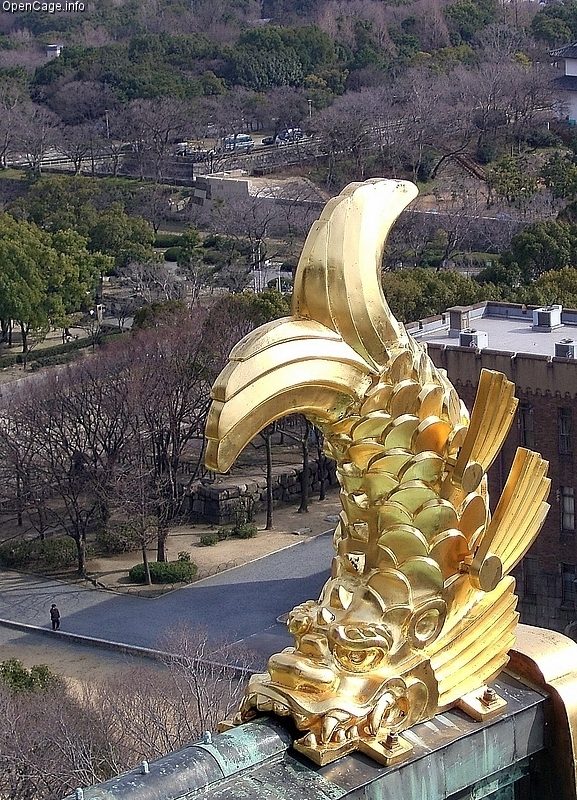
Золотое сятихоко на крыше главной башни Осакского замка.
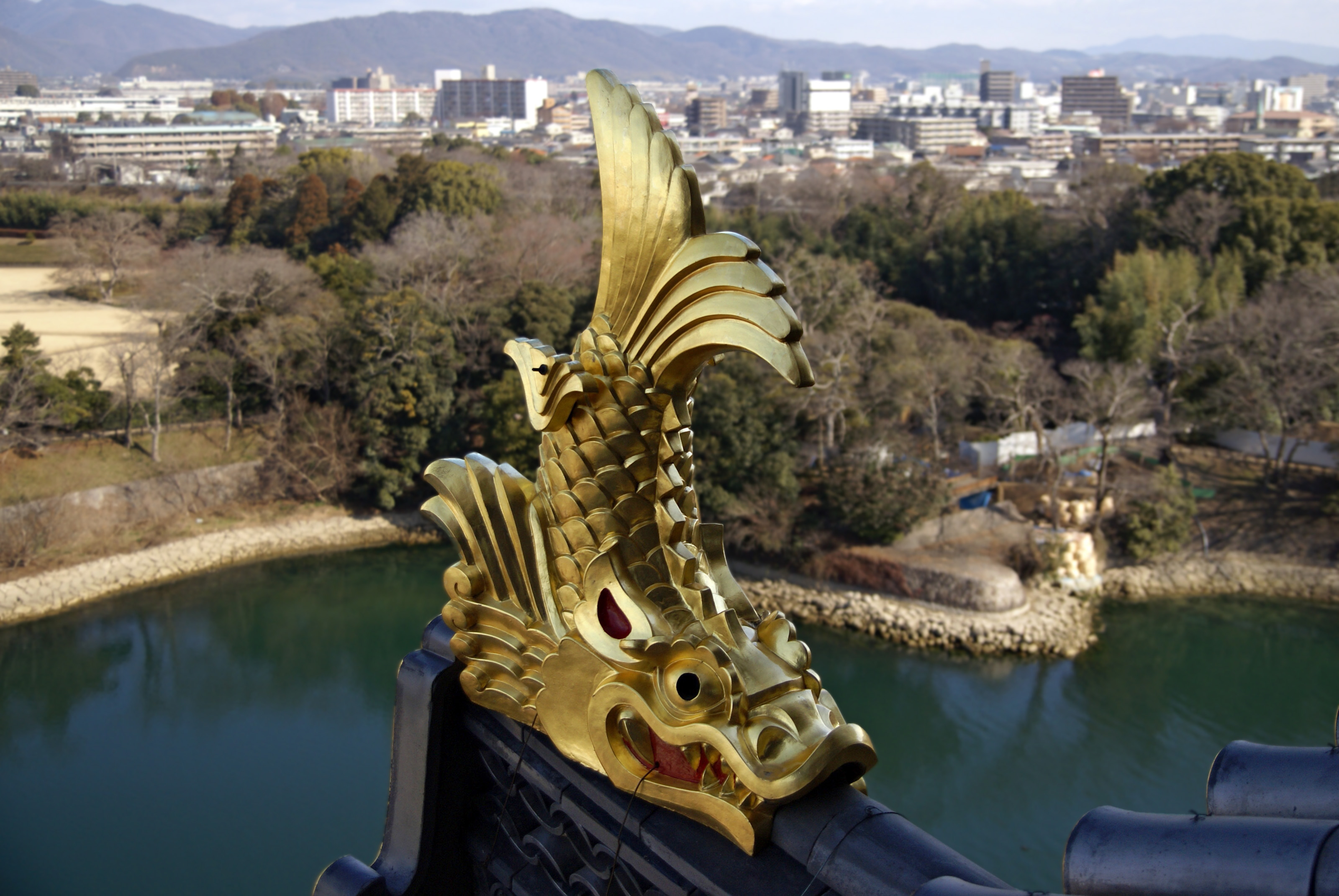
Золотое сятихоко на крыше замка Окаяма.
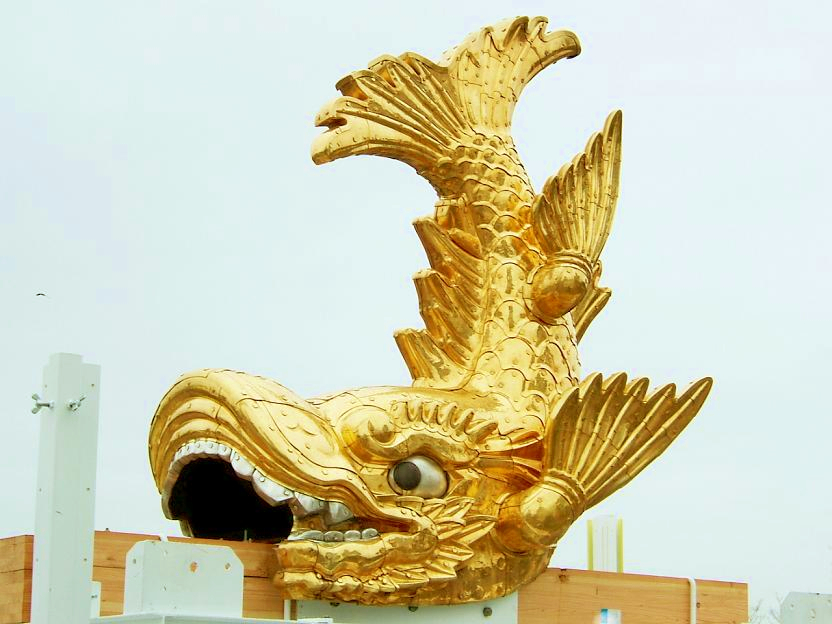
Золотое сятихоко (кинсяти) на крыше замка Нагоя.